# Stanisław Sipiński
Stanisław Krzysztof Sipiński (ur. 1957) – polski architekt, profesor doktor habilitowany, laureat wielu nagród i wyróżnień. Brat Urszuli Sipińskiej.

## Życiorys
W 1981 roku ukończył studia architektury na Politechnice Poznańskiej, broniąc projektu dyplomowego "Wzgórze Św. Wojciecha w Poznaniu" pod kierunkiem prof. Mariana Fikusa i Jerzego Gurawskiego. W 1999 roku uzyskał stopień doktora, a w 2012 - habilitację.
W 1993 roku wraz z żoną, Ewą Pruszewicz-Sipińską, założył Pracownię Architektoniczną Ewy i Stanisława Sipińskich Sp. z o.o. Autor m.in. Andersia Tower, Poznań Financial Centre czy Wysokościowca Delta.
W 2022 został odznaczony Srebrnym Krzyżem Zasługi.
7 września 2023 otrzymał tytuł profesora sztuki.